# Штат Джорджия против Эллисон
Штат Джорджия против Эллисон (англ. State of Georgia v. Allison) — судебный процесс в США, штат Джорджия, по обвинению Джанет Эллисон в сексуальном преступлении, выразившимся в дозволении своей 15-летней дочери (впоследствии забеременевшей) вступать в половые контакты в их доме. Событие имело место в 2000 году.
Несмотря на то, что молодая пара позднее заключила брак и завела ребёнка, имя Джанет Эллисон было включено в Национальный публичный реестр лиц, совершивших сексуальное преступление, с различными вытекающими из этого неблагоприятными последствиями для неё и её семьи.
Как казус из сферы уголовного права, данное дело не получило широкого освещения в популярных СМИ, но в дальнейшем тяжёлое положение Эллисон привлекло внимание американской прессы и телевидения к проблеме положения сексуальных преступников в штате Джорджия и критическому осмыслению этой проблемы.
Хотя Эллисон не подверглась тюремному заключению, но трое её детей были взяты под опеку. Она вынуждена была покинуть свой четырёхспальный дом, потому что для сексуальных преступников проживание в четверти мили от церкви является незаконным, и сейчас живёт в «доме на колёсах» «далеко вниз по грунтовой дороге». Ей запрещены контакты как с дочерью, так и с внуком.
Дальнейшие изменения, внесённые в 2006 году в законодательство Джорджии о сексуальных преступниках, расширили перечень ограничений на места, в которых Эллисон могла проживать.
Эллисон была одним из истцов, которые бросили вызов новому законоположению. По данным Newstandard News, Эллисон «…уже была проинформирована шерифами округа, что она должна уехать, и, согласно иску, она безуспешно искала в пяти округах доступное жильё, которое подошло бы ей в соответствие с новым законом».
Правозащитная организация Southern Center for Human Rights назвала такой результат неконституционным и оспорила его в федеральные суды.
20 июля 2010 года легислатура Джорджии внесла поправки в закон, смягчающие некоторые ограничения за отдельные половые преступления.
По данным автора Associated Press Грега Блюштайна, смягчение ограничений затрагивает и процедуру обжалования, что выразилось в том, что лица, совершившее половое преступление и включённые в соответствующий список, получили теперь возможность пояснять, почему они, по их мнению, должны быть исключены из такого списка. Также были смягчены ограничения на предмет того, как близко от школ и церквей может жить лицо, включённое в список сексуальных преступников. Блюштайн отметил: «После проигранной судебной битвы, последовавшей за другой судебной битвой (англ. After losing court battle after court battle…), законодатели штата были вынуждены внести изменения, в противном случае федеральный судья собирался отменять весь закон целиком».
Как и другим осуждённым до 2003 года, Эллисон больше не грозят ограничения по проживанию.